# Hohennauen
Hohennauen ist ein Ortsteil der Gemeinde Seeblick im Landkreis Havelland in Brandenburg.
Der Ortsteil liegt nordwestlich am Hohennauener-Ferchesarer See, wo sich auch das ehemalige Schloss befindet.
Ein Großteil des auch nach dem Ortsteil benannten Hohennauener-Ferchesarer See gehört zum Ortsteil. Weiters sind die Hohennauener Wasserstraße, die den See westwärts mit der Havel verbindet, obwohl sie zum allergrößten Teil außerhalb des Ortsteils liegt, und – ein Teil von ihr – der Hohenauener Kanal nach dem Ortsteil benannt. Der See gehört zu etwa 3/4 seiner Länge und Fläche samt schmaler Uferstreifen zum Ortsteil Hohennauen.

## Geschichte

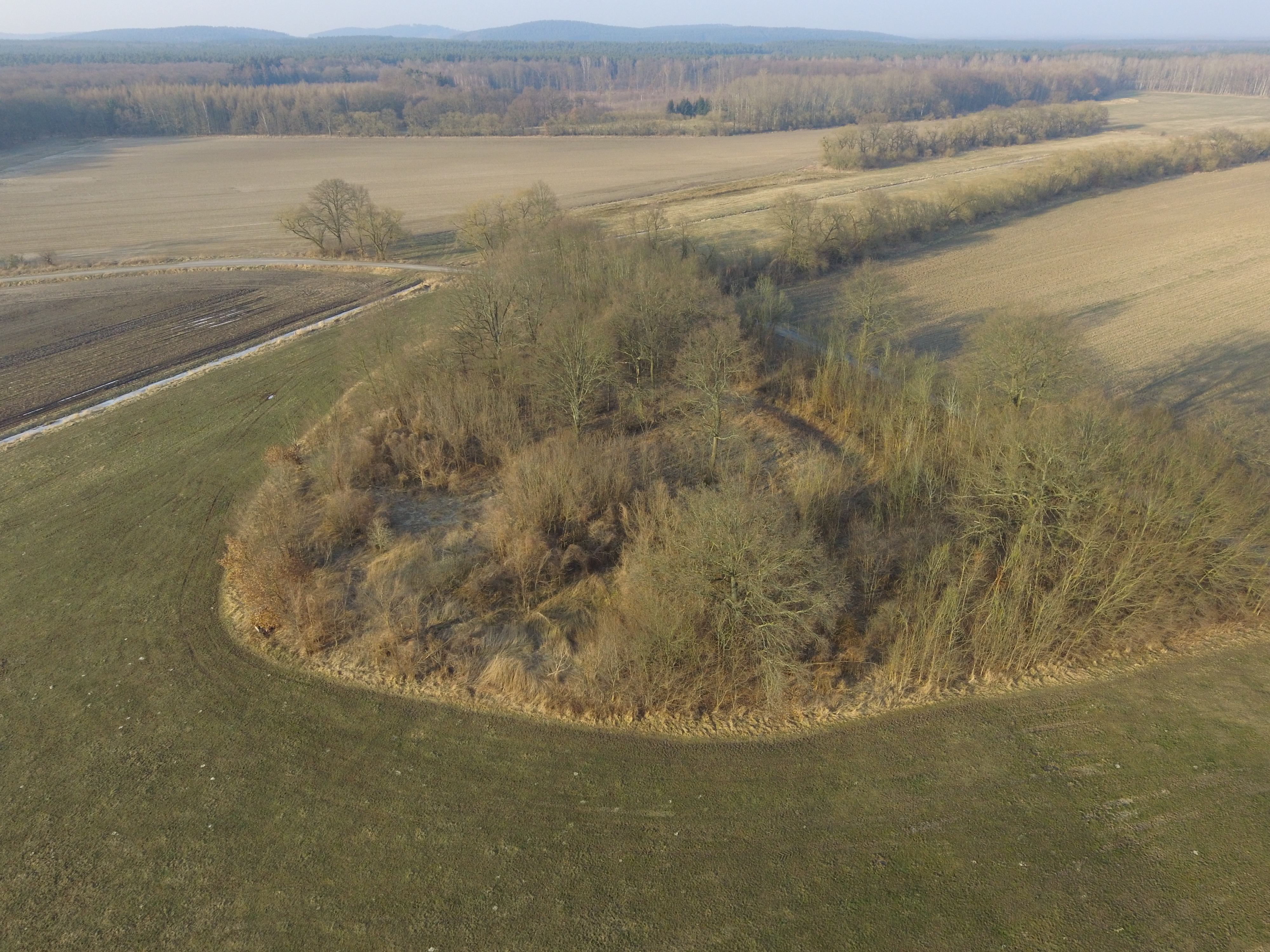
Luftbild des Burgwalls Hohennauen-Witzke

Östlich des Dorfes Elslaake befindet sich der Burgwall Hohennauen-Witzke, der Überrest eines slawischen Burgwalls aus dem 7. bis 9. Jahrhundert. Von der einstigen Anlage sind noch der ehemaligen Wall und Burggraben erkennbar. In der Vorburgsiedlung konnten Keramiken gesichert werden.
2007 wurden in Hohennauen Teile eines slawischen Gräberfeldes aus dem 11. und 12. Jahrhundert erschlossen. Die Skelette wurden von der Anthropologin Bettina Jungklaus untersucht. Die untersuchten 23 Bestatteten wiesen eine für diese Zeit durchschnittliche Körpergröße auf (Frauen 1,53 m, Männer 1,66 m). Die Krankheitsbelastung war sehr hoch. Vorrangig waren Erkrankungen an den Zähnen und Kieferknochen nachzuweisen, häufig kamen auch degenerative Veränderungen der Gelenke und Wirbel vor. Das weist auf Beschäftigung in der Landwirtschaft und eine vorwiegend fleischlose Kost hin. Zwei Kinder wiesen Anzeichen von Mangelernährung auf und bei drei Erwachsenen fanden sich verheilte Knochenbrüche.
Hohennauen wurde erstmals 1386 urkundlich erwähnt und ist ein typisches Straßendorf. Häufig wechselten die Besitzer des Ortes, bis 1350 waren es die Markgrafen von Brandenburg, ihnen folgten die Grafen von Lindow und bis 1386 die Bischöfe von Brandenburg. Danach waren die Familien von Stechow und Friesack Gutsherren. 1401 traten die Besitzer der Burg, die Familie Zicker, der magdeburgischen Invasion entgegen und unternahmen in der Folgezeit selbst Einfälle in das benachbarte Erzbistum. Nach 1414 war der Besitz dem Landesherren unterworfen. 1432 verpfändeten die Hohenzollern die Burg an die Familie von Rohr.
Seit 1486 war die Familie von der Hagen Eigentümer von Hohennauen. Ab 1510 beginnt ihre durchgehende genealogische Stammfolge auf ihren Anteilen im Ort. Das Rittergut wurde im 17. Jahrhundert in vier Teile gegliedert. Einen Teil besaß ab 1692 Johann Gottfried von Rauchhaupt. Die anderen Teile waren unter den von der Hagen vereinigt. Ab 1692 bzw. 1731 bestanden zwei Herrensitze. Die Familie von der Hagen stiftete frühzeitig einen Familienfideikommiss zur Regeflung der männlichen Erbfolge. Fideikommissherren auf ihren Gütern waren nach dem Gothaischen Genealogischen Taschenbüchern der Kriegsgerichtsrat und Landrat Friedrich Wilhelm von der Hagen (1766–1849), liiert mit Sabine von Bredow-Zestow, dann der gleichnamige Sohn Leutnant Friedrich Wilhelm jun. von der Hagen  (1799–1880) sowie der Enkel Alexander von der Hagen (1833–1888), der sich mit Bertha Walter für eine bürgerliche Ehefrau entschied. Sein Erbe war der Bruder Major Kuno von der Hagen, Herr auf 1483 ha, Ehefrau Anna Gräfin Neidhardt von Gneisenau.
Das erstmals 1879 amtlich publizierte Generaladressbuch der Rittergutsbesitzer für die Provinz Brandenburg gibt für Hohennauen Anteil I und IV der Kleist von Bornstedt gesamt 1713 ha an. Anteil II und III Hohennauen der von der Hagen wurde mit 1482 ha geführt.

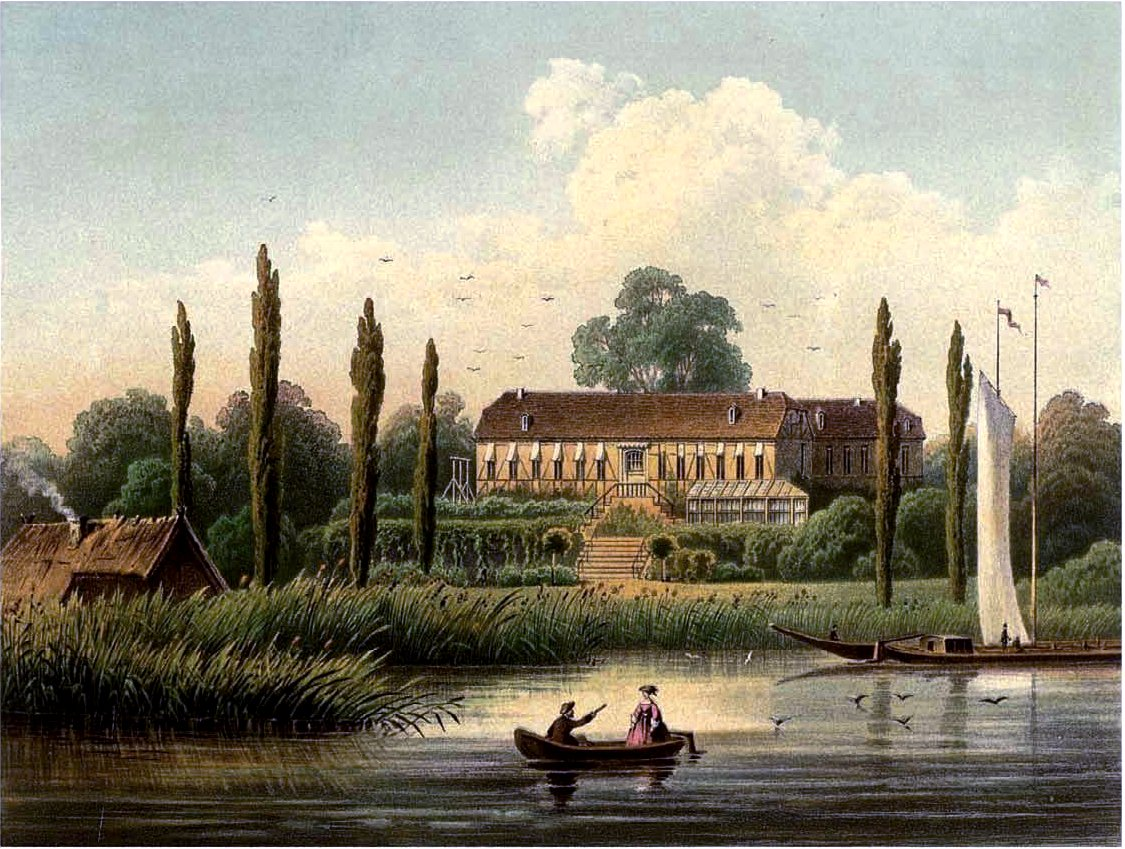
Rauchhaupt’sches, später Bornstedt’sches und Kleist’sches Rittergut Hohennauen um 1864/65, Sammlung Alexander Duncker

Die Burg war bereits nach dem Dreißigjährigen Krieg völlig verfallen. Auf den Grundmauern baute Johann Gottfried von Rauchhaupt um 1700 ein Herrenhaus als Fachwerkgebäude. Dieser Bau wurde später ergänzt und bildet nun den Westflügel. Das Schloss wurde unter der Herrschaft des Generalleutnants Hans Ehrentreich von Bornstedt, der die Enkelin des Herrn von Rauchhaupt geheiratet hatte, 1778 erheblich umgestaltet und später teilweise verputzt. Der Bau wurde 1928 stark verändert und erhielt den Mittelrisalit. Bis in die Gegenwart diente das Gebäude als Schule. 1781 bzw. 1802 wurde das Gut mit Wassersuppe, Witzke, Schönholz und Elslake majorisiert und ging Ende des 18. Jahrhunderts von der Familie von Bornstedt auf die von Kleist über, die es bis 1945 besaßen.
Die ebenfalls im Ort ansässige Familie von der Hagen, die bis dahin in einem einfachen Fachwerkgebäude gewohnt hatten, errichteten im Jahre 1792 am nördlichen Ende des Gutsparkes ein kleines Schloss. Der einfache zweigeschossige Putzbau von elf Achsen besitzt ein Walmdach. Im Inneren findet sich eine Eichenholztreppe mit ovalem Auge. Nach 1945 wurde der Bau als Kinderheim genutzt.
Seit dem 31. Dezember 2001 gehört der vormals eigenständige Ort zur Gemeinde Seeblick.

## Sehenswürdigkeiten

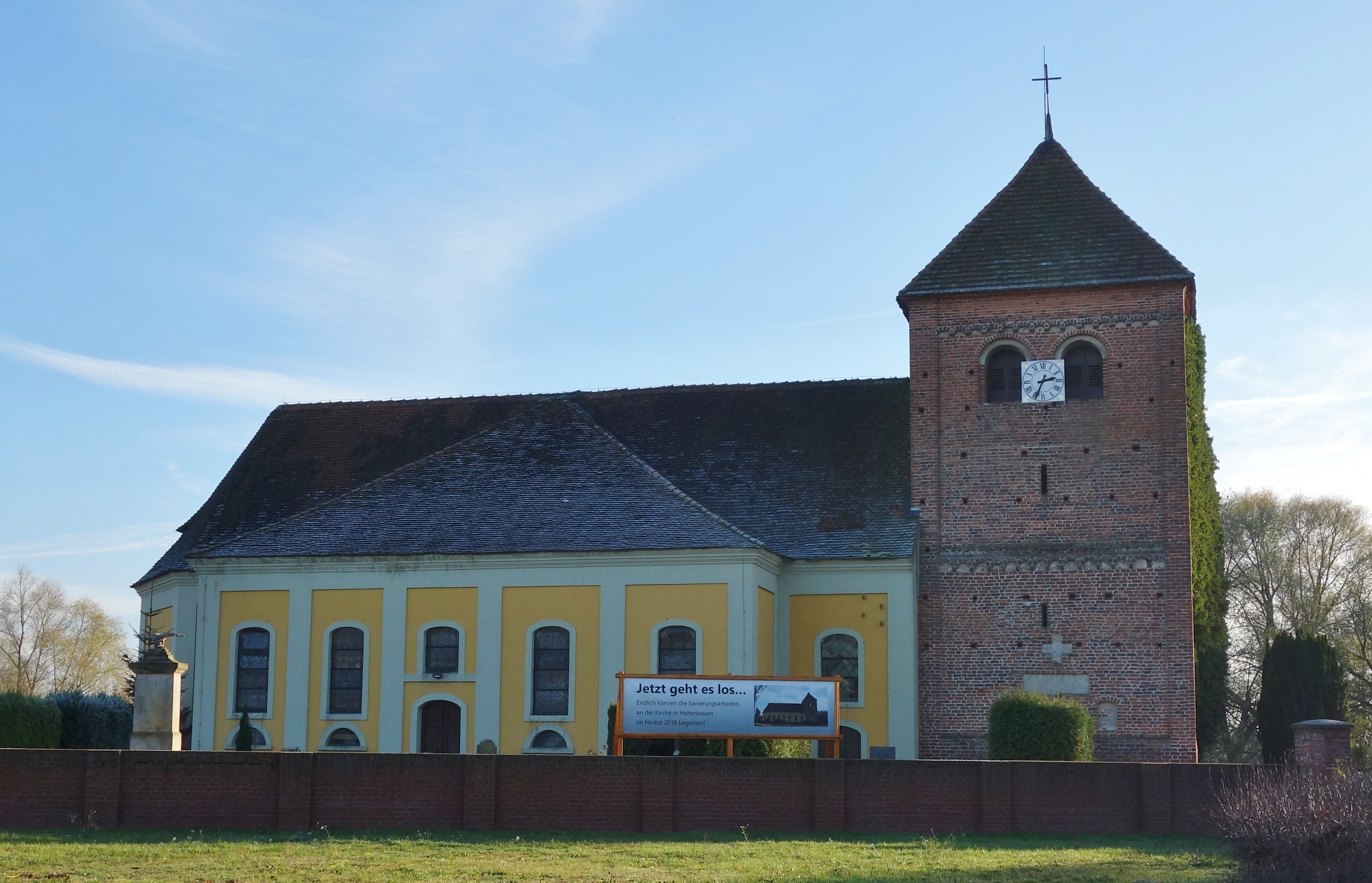
Dorfkirche Hohennauen

- Die Anfänge der Dorfkirche Hohennauen reichen bis weit ins Mittelalter zurück, aber das heutige Gemäuer ist nicht so alt. Der Backsteinturm wurde insgesamt erst gegen Ende des 16. Jahrhunderts errichtet, in einheitlichem Mauerwerk und mit aus der Romanik entlehnten Formen. Gut hundert Jahre später, 1710 bis 1720, wurde das heutige Schiff auf den Fundamenten des Vorgängerbaues erbaut. Teile der Ausstattung entstanden kurz nach dem Turm. Sehenswert sind der reiche geschnitzte Altaraufsatz und die Kanzel von 1610. Das Taufbecken aus Sandstein stammt aus dem Jahre 1603 und gehörte zum Vorgängerbau. Daneben finden sich Sandstein- und Holzepitaphe der Familie von der Hagen und Rauchhaupt-Bornstedt aus den Jahren 1759 bzw. 1708. Unter der Patronatsloge steht der um 1769 entstandene prunkvolle Sandsteinsarkophag der Katharina Hedwig von der Hagen mit Allianzwappen und Inschriften.

## Leben
- Im Ort ist der SV Hohennauen e. V. ansässig. Im Verein gibt es mehrere Sektionen, wie zum Beispiel Fußball, Volleyball oder Billard.

## Persönlichkeiten
- Karl Wilhelm Heinrich von Kleist (1836–1917), preußischer General
- Werner Wolter (* 1926), Kreistags- und Volkskammerabgeordneter der DBD, LPG-Vorsitzender in Hohennauen